# Маркет (Мичиген)
Маркет (енгл. Marquette) град је у америчкој савезној држави Мичиген. По попису становништва из 2010. у њему је живело 21.355 становника.

## Демографија
Према попису становништва из 2010. у граду је живело 21.355 становника, што је 1.694 (8,6%) становника више него 2000. године.
|                   | 2010.           | 2000.           |
| Укупно            | 21 355 (100,0%) | 19 661 (100,0%) |
| Белци             | 19 255 (90,17%) | 18 579 (94,50%) |
| Остали            | 1 507 (7,057%)  | 606 (3,082%)    |
| Хиспаноамериканци | 309 (1,447%)    | 152 (0,773%)    |
| Азијати           | 188 (0,880%)    | 162 (0,824%)    |
| Афроамериканци    | 96 (0,450%)     | 162 (0,824%)    |